# Giuseppe Morello

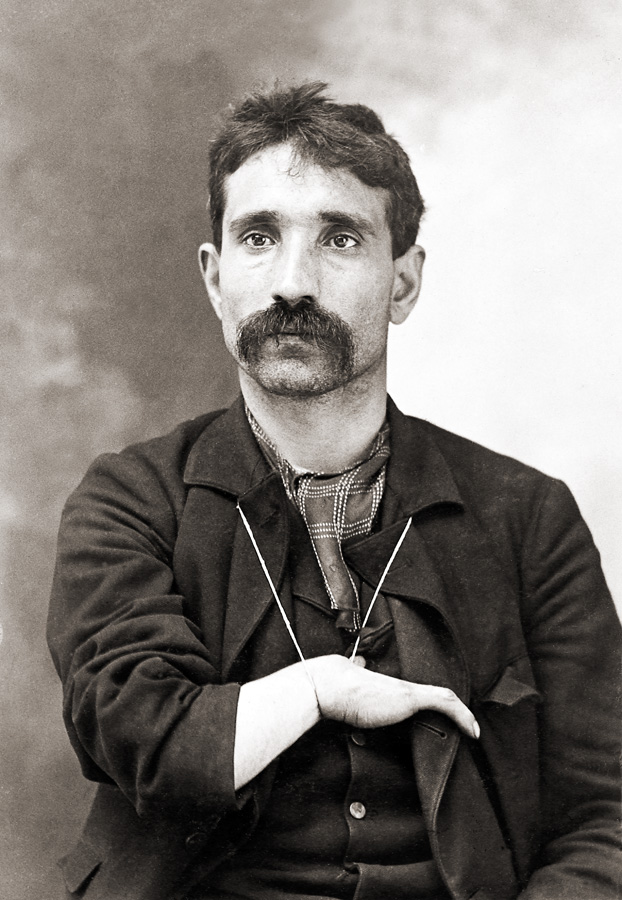
Giuseppe Morello w 1902

Giuseppe Morello (Joseph Morello, Peter Morello; ur. 2 maja 1867 w Corleone (Sycylia), zm. 15 sierpnia 1930 w Nowym Jorku (Manhattan)) – Sycylijczyk przybyły do Stanów Zjednoczonych w ostatniej dekadzie XIX wieku, jeden z założycieli amerykańskiego systemu mafijnego, aresztowany 1909, uwięziony 1910, zabity w trakcie wojny castellammaryjskiej, zastrzelony w swoim biurze na Manhattanie.